# Kyanatan draselný
Kyanatan draselný je bezbarvá pevná anorganická látka, jejíž vzorec je KOCN. Je používána k výrobě mnoha jiných sloučenin, včetně některých herbicidů. Světová výroba kyanatanu draselného a sodného v roce 2006 činila celkem 20 000 tun.

## Struktura a vazby
Kyanatan draselný je iontová sůl. Struktura kyanatanového anionu je lineární, vzdálenost C – N je 121 pm, což je asi o 5 pm více, než v kyanidu

## Použití
Pro většinu použití jsou sodná a draselná sůl vzájemně zaměnitelné. Draselné soli bývá dávána přednost pro její lepší rozpustnost ve vodě a lepší dostupnost v čisté formě. Kyanatan draselný je základní surovina pro výroby různých látek, jako například deriváty močoviny, semikarbazidy, karbamáty, organické isokyanáty, účinné herbicidy a jiné. Jedním z příkladů je použití při výrobě hydroxyurey. Používá se také při metodách tepelného zušlechťování kovů (nitrokarburizace železa – povrchová úprava (kalení) ocelí k zabránění koroze, zvýšení odolnosti proti oděru a únavě).

## Terapeutické použití
Kyanatan draselný se dříve používal k redukci srpkovitě deformovaných erytrocytů při srpkovité anémii (vedlejší účinky!). Také ve veterinární medicíně se používal při parazitárních onemocněních ptáků i savců.

## Příprava
Kyanatan draselný se připravuje zahříváním močoviny s uhličitanem draselným při 400 °C:
2 OC(NH2)2 + K2CO3 → 2 KOCN + (NH4)2CO3